# Зеленбабини дарови
Зеленбабини дарови je први роман српске књижевнице и историчарке уметности Иване Нешић. Први пут је објављен 2013. године, у издању Креативног центра и од тада је доживео неколико издања. Године 2022. Ивана Нешић објавила је и наставке овог узбудљивог романа-бајке, заправо дечје фантастике, обликовавши тако трилогију Зеленбабини дарови. Овај серијал књига о дечаку Мики је наишао на позитивну оцену и читалаца и књижевне критике, па су прва два дела освојила престижне награде. Роман Зеленбабини дарови уврштен је у лектиру за пети разред у основним школама у Србији.

## О књизи
Зеленбабини дарови је духовити роман који из једне савремене приче прелази у бајколику авантуру. Написан је маштовито, духовито и динамично. Многи критичари у њему проналазе елементе Толкиновог света, српских народних бајки, али и многих популарних дела за децу (какви су Нушићеви Хајдуци). Међутим, прича у књизи Зеленбабини дарови успева да надрасте све те асоцијације и узоре и остане оригинална. Жанровски се може одредити као фантастични роман за децу. У њему се обједињују и преплићу елементи фантастике и усмених прозних облика. Сасвим је особен однос овог романа према усменим жанровима, посебно према усменој бајци и предању. Ауторка се враћа изворној усменој традицији, у њеном приповедању спомиње се магијска трава расковник, оживљавају патуљци, але, русалке, водењаци и чуме, чиме се Зеленбабини дарови остварују као проза која се значајно ослања на словенску и српску етномитологију. Иако је писан за децу, у овом роману, баш као у Хобиту могу уживати и одрасли љубитељи епске фантастике.
У стварању јунака Мике, чудотворног маљутка Завише, корњаче Пауна и Зеленбабе, око које се врти цела прича, Ивана Нешић је инспирацију нашла у доживљајима и причама из детињства, етномитологији Балкана и природи. Овај роман-бајка пун је митских и мистичних мотива, док један дечак из актуелне свакодневнице бива увучен у друге и другачије светове и низ опасних авантура којима би могао да реши сопствене проблеме. Дечје потребе и потраге, преплетене са различитим митским бићима, сигурно су вођени узбудљивим наративом, стилски чисто и јасно обликованим приповедањем. Препуна заплета и неизвесности, ова прича својом неподилазећом озбиљношћу и поштовањем пре свега најмлађих читалаца, успоставља ненаметљиву дидактичку и етичку димензију. Естетски, роман чини динамику постојаном тамо где је код данашње деце прилично нема или је у најезди вишемедијалних садржаја не траже – у језику, описивању и вештини причања. Ивана Нешић наизглед површним средствима читаоцу преноси дубље поруке. Кроз своје романе она преноси своје уверење да јаког појединца не може бити без повратка природи и дубоког разумевања народне традиције. Градећи главни лик својих романа, дебељушкастог дечака Мику, она пред читаоца износи актуелне проблеме. И Мика, као и многа деца данас, управо због своје културе и суптилности којом прилази свету око себе, бива жртва вршњачког насиља, више менталног него физичког. Бег од свега тога он проналази у мудростима које црпи из народне традиције, а бака је њен верни чувар. Она лековитим светом својих прича, пуним митова и веровања, помаже Мики. Кроз препреке које ће морати да пређе и задатке које ће морати да реши Мика ће, као и сваки митски јунак, изградити свој идентитет.

## Кратак садржај
Вођен жељом да спасе свет, али не сасвим лишен себичних мотива, дечак по имену Мика пролази кроз чудесне светове и необична искушења. Сваки из свог разлога, Мика и маљутак Завиша затичу се у служби код Зеленбабе, старице велике моћи и тајанственог порекла. Успут срећу још једног другара, безимену корњачицу којој дају име Паун. Трочлана дружина креће у борбу са моћним митским бићима како би доказали да заслужују тајанствене Зеленбабине дарове.
Књига почиње упознавањем читаоца са главним јунаком Миком и његовом бабом, који се много воле и добро разумеју и живе као сав нормалан свет. Бригу о којој не говоре представља им раздвојеност од Микиних родитеља који су архитекте и увек су одвојени од куће. Још један проблем Мики представљају вршњаци који га задиркивују и малтретирају, а он их зато избегава и осамљује се на пољани, на којој прижељкује да никне зграда коју би његови родитељи градили и због ње се вратили у град у коме он са бабом живи. Управо ту, на тој пољани, док чита романе и грицка ратлук, упознаје фантастична бића — мале ружне патуљасте маљутке. Мика међу њима проналази новог пријатеља, маљутка Завишу који се посвађао са својим краљем Јародаром и отишао из њиховог склоништа. 
Мика и Завиша крећу у бајколику авантуру, током које ће морати коме ће морати да реше постављене задатке, како би правда могла да победи. Дечак је, као и млади Нушић у Хајдуцима, понео у школској торби храну и разне, на први поглед непотребне, дрангулије које ће, у авантурама које следе, њему и његовом сапутнику Завиши спасити главе. Маљутак крајње невољно креће на овај пут, јер би радије остао са својим новим господаром, намћорастим поштаром Милутином, који га је хранио хлебом и сланином, у нади да ће се обогатити, а познато је из приче да су маљуци изузетно халапљиви и да човеку-господару могу испунити сваку жељу. На први поглед одлазак у ову авантуру је реалистичан – Мика купује аутобуску карту и одлази у источну Србију да пронађе пећину у коју су га маљуци послали да нађе Зеленбабу, бабу која има зелену косу и једно зелено око. Пут надаље је пун препрека и неочекиваних обрта. Путници ће се сусрести са петлом великим преко два метра, наићи ће на камене капије, мораће да уберу чудесну воћку за коју је свезан пас чувар, носиће чудотворан зелени прах, пролазиће кроз плави пламен у други свет... У авантурама које се нижу дечак и маљутак упознају корњачицу Пауна који постаје трећи члан дружине, али и различита митска бића, као што су чума која људима доноси кугу, крилату змију којој израсту крила и за коју ће се испоставити да је ала, биће из словенске митологије), водењака и његове кћери... На том путу савладаваће многе препреке, удруживаће снаге иако на почетку нису баш изгледали као природни савезници, научиће многе поуке о животу и људима, схватиће колико је похлепа погубна, а колико је чисто срце драгоцено и цењено...

### Поглавља
1. Мика – у ком читалац упознаје Мику, изузетно занимљивог дечака ког одликује превелика љубав према храни, али је у суштини добар.
2. Маљуци – у ком читалац упознаје чудесна створења маљутке. Маљуци су најтајновитија створења која су икад живела на овим просторима. Иако нису невидљиви, неприметни су, па многи људи и не знају за њих.
3. Непријатељи – у ком Мика упознаје поштара Митра, а мора да се одлучи и шта да жртвује: ратлук или књигу.
4. Код краља – у ком читалац упознаје краља Јародара, али и маљутка Завишу који је принуђен да напусти свој народ маљутака и своју рупу и никада се више не врати у њу.
5. Путовање – у коме Завиша завршава опасно путовање у једној људској кући. И он упознаје поштара Митра.
6. Веће – у ком маљуци већају шта да учине поводом Завишиног бега.
7. Бака – у ком читалац боље упознаје Микину баку. Све је видела, све је знала, само није знала шта је њеном унуку Мики. Вратио се кући пре пет дана потпуно промењен. Пробала је све што је знала и умела, чак је и саливала Мику водом за саливање страве.
8. Тешки дани – следе дани пуни тескобе. Мика и даље мотри на дешавања, бака и даље брине због Мике, а маљуци непрестано мотре ишчекујући Мику и страхујући од неких људи који би понели мреже и вреће.
9. Отмица – у ком Мика упознаје Завишу тако што га киднапује и враћа га Маљуцима.
10. Под каменом – у ком Завиша жели да се врати међу људе, а маљуци желе да га ослободе магије која га везује за човека. Да би решили проблем морају да решавају загонетке.
11. Ноћ – у ком маљуци траже од Мике да им поново помогне.
12. Јутро – у ком се Мика припрема да крене на пут и нађе пећину и у њој бабу.
13. Шума – у ком Мика и Завиша крећу на пут. На који Завиша не жели да иде.
14. Пећина – у ком Мика и Завиша проналазе пећину
15. Зеленбаба – у ком читалац упознаје Зеленбабу, погрбљену старицу зелене косе која уоквирава мршаво лице, на коме је само једно зелено око. Да би им помогла Мика и завиша морају да реше неколико задатака.
16. Прва проба – у ком Мика и Завиша крећу на први задатак - да Зеленбаби донесу воће.
17. Кроз лавиринт – у ком Мика и Завиша пролазе кроз лавиринт у којем их вреба опасност.
18. Рађање похлепе – у ком Мика има прилику да види похлепу на делу.
19. Друга проба – у ком Мика и Завиша крећу на други задатак - да одуже Зеленбабин дуг.
20. Освета – у ком читалац сазнаје зашто је Зеленбаба таква каква је и зашто је љута на своју луду децу.
21. Трећа проба – у ком Мика и Завиша крећу на трећи и последњи задатак - да Зеленбаби донесу лонче пуно воде. На том задатку упознају једну корњачицу.
22. Камена капија – кроз коју пролазе један изгребани, модар и исцепани дечак, маљутак који вири из рукавице на дечаковим грудима и безимена корњачица, да би ушли у неки други свет у којем их дочекују три девојке, сличне као јаје јајету, а корњачица добија име — Паун.
23. Плави град – у ком ништа није онако како треба. Плави град је мрачан. У њему дрвеће изгледа жалосно, опуштених грана и проређеног лишћа. Зграде општине и суда порасле су небу под облаке, бацајући мрачне сенке на град. Школа, позориште и библиотека некако су се скупили.
24. Истина о Зеленбаби – у ком се открива права истина о Зеленбаби.
25. Русалска песма – у ком се поново појављује поштар Митар, а три другара, Мика, Завиша и Паун, морају да га спашавају.
26. Одлука – у ком Зеленбаба доноси важну одлуку.
27. Растанак – у ком се главни јунаци приче растају и у ком Зеленбаба сваком даје дар који му је најпотребнији.
28. Зеленбабини дарови – У коме се открива права вредност и сврха Зеленбабиних дарова.[2][9]

## ТрилогијаЗеленбабини дарови
Објавивши 2022. године трећи наставак Микиних авантура Ивана Нешић је обликовала трилогију којој је дала назив првог романа - Зеленбабини дарови. Делови трилогије су следећи:
- Зеленбабини дарови (Креативни центар, 2013)
- Тајна немуштог језика (Креативни центар, 2014)[10]
- Новчић судбине (пун наслов: Зеленбабини дарови. Део 3, Новчић судбине; Креативни центар, 2022)[11]

Други роман, Тајна немуштог језика, прво је објављен као засебан роман. Тек објављивањем и трећег дела књиге су обједињене у трилогију, па је друго издање ове књиге објављено под пуним насловом Зеленбабини дарови. Део 2, Тајна немуштог језика.

## Награде
Серијал књига о дечаку Мики одмах је наишао на позитивну оцену како читалаца, тако и књижевне критике, па су прва два дела награђена исте године по објављивању. За своје романе Ивана Нешић добила је више награда:
- Године 2013. роман Зеленбабини дарови добио је награду „Невен”, најстарију и најзначајнију награду из области стваралаштва за децу у Републици Србији.
- Следеће, 2014. године роман Зеленбабини дарови проглашен је за најбољу дечју књигу на 12. међународном сајму књига Трг од књиге у Херцег Новом.[8]
- Роман Тајна немуштог језика добио је Награду Раде Обреновић Змајевих дечјих игара за најбољи роман за децу и младе у 2014. години.[13]